# P'tit Con
Cet article possède un paronyme, voir Le Petit Con.
Pour plus de détails, voir Fiche technique et Distribution.
P’tit Con est un film français réalisé par Gérard Lauzier en 1983 et sorti en 1984. 
Gérard Lauzier réalise là l'adaptation de sa propre bande dessinée Souvenirs d'un jeune homme, sortie un an auparavant.

## Synopsis
Bien au chaud chez ses parents, Michel, un adolescent, se cherche des raisons de devenir un homme. Société corrompue, avenir bouché, révolution fanée, il lui semble que personne ne l'aime. Pas même Salima, la jeune Algérienne rencontrée lors d'une nuit d'errance parisienne. Seul son copain cool et soixante-huitard René lui offre le gite.

## Fiche technique
- Titre : P’tit Con
- Réalisation : Gérard Lauzier
- Scénario : Gérard Lauzier, d'après sa bande dessinée Souvenirs d'un jeune homme
- Photographie : Jean-Paul Schwartz
- Montage : Georges Klotz
- Musique : Vladimir Cosma
- Direction artistique : Dominique André
- Décors : Danielle Mainard
- Costumes : Catherine Gorne-Achdjian
- Son : Bernard Aubouy
- Producteur : Alain Poiré
- Sociétés de production : Gaumont International, Production Marcel Dassault
- Société de distribution : Gaumont (France)
- Studios : Paris-Studios-Cinéma (Studios de Billancourt)
- Pays d'origine :  France
- Format : couleur (Eastmancolor) — 35 mm — 1,66:1 — son mono
- Genre : comédie
- Durée : 90 minutes (1 h 30)
- Date de sortie : 
  - France : 18 janvier 1984

## Distribution
- Bernard Brieux : Michel Choupon
- Guy Marchand : Bob Choupon
- Caroline Cellier : Annie Choupon
- Eric Carlos : Alain Choupon
- Souad Amidou : Salima
- Josiane Balasko : Rolande
- Gérard Darrieu : le légionnaire
- Philippe Khorsand : Éric
- Claudine Delvaux : Maryse
- Leila Fréchet : Claudine
- Pierre Fayet : René
- Daniel Auteuil : Jeannot
- Jacques Maury : l'ami du père de Michel
- Patricia Millardet : Aurore, la brune avec l'ami du père de Michel
- Robert Dalban : le concierge
- Tanya Lopert : La psychologue
- Patrick Blondel : le jeune punk
- Bernard Marcellin : Johnny
- Sylvie Nordheim : Sylvie, la jeune femme brune
- Franck-Olivier Bonnet : le tenancier du bar
- Jacques Giraud : le serveur du bar
- Christophe Ragueneau : le motocycliste
- Nathalie Homs : Jamine
- Aurora Maris : Rachida
- Michel Derain